# Gliese 433 b
Gliese 433 b est une planète extrasolaire (exoplanète) en orbite autour de l'étoile Gliese 433, une naine rouge située à environ 29,5 années-lumière de la Terre, dans la constellation de l'Hydre.
Cette planète est une super-Terre ayant au moins six fois la masse de la Terre qui orbite en environ sept jours autour de l'étoile à un demi-grand axe d'environ 0,056 UA. Cette planète a été annoncée dans un communiqué de presse en octobre 2009, mais il n'y a pas encore d'article confirmant la découverte.